# カスポッジョ
カスポッジョ（伊: Caspoggio）は、イタリア共和国ロンバルディア州ソンドリオ県にある、人口約1,400人の基礎自治体（コムーネ）。

## 地理

### 位置・広がり
ソンドリオ県中部に位置するコムーネ。県都ソンドリオから北へ10km、州都ミラノから北北東へ103kmの距離にある。

#### 隣接コムーネ
隣接するコムーネは以下の通り。
- キエーザ・イン・ヴァルマレンコ
- ランツァーダ
- モンターニャ・イン・ヴァルテッリーナ
- トッレ・ディ・サンタ・マリーア

### 地勢・地形
- 河川：マッレロ川 (it:Mallero)

### 地震分類
イタリアの地震リスク階級 (it) では、3 に分類される
。